# 秋葉やすこ
秋葉 やすこ（あきば - 、本名及び旧芸名：秋葉 靖子（あきば やすこ）、1982年9月8日 - ）は、日本のアイドル、タレント。
東京都出身。現役女子高生レースクイーンとして人気を集め、レースクイーン引退後は、タレントとしてテレビの深夜番組、バラエティー番組やDVD、写真集などで活躍中。

## プロフィール
- 身長:167cm
- バスト:88cm
- ウエスト:59cm
- ヒップ:88cm
- 足のサイズ:24.5cm
- 血液型:B型

## TV
- 水着少女（2004年1月、テレビ東京）
- ニューカマーズ「マニア’s工房」（2004年11月17日、フジテレビ）
- 2ndハウス（2006年、テレビ東京）
- グラビアの美少女（MONDO21）

## リリース作品

### 写真集
1. 接近（2001年2月、撮影：鯨井康雄、ワニマガジン社）
2. Y計略（2003年11月、撮影：横山こうじ、バウハウス）
3. アキバ系（2005年2月、撮影：石川健一郎、竹書房）
4. Y計略Remix（2004年12月、撮影：横山こうじ、メディアクライス）DVDとの合体作品

オムニバス作品
1. a×s―秋葉靖子×坂本三佳写真集（2002年3月、撮影：山岸伸、コンパス）

### DVD
1. lemmon drop（2002年、アクアハウス）
2. Y計略〜やすこプロジェクト〜（2003年12月、メディアクライス）
3. Y計略Remix（2004年12月、メディアクライス）写真集との合体作品
4. アキバ系（2005年2月、竹書房）

オムニバス作品
1. アイドル育成マガジン Vol.2 CUTIE&HONEY（ソフト・オン・デマンド）- 共演者：真尋